# Frères Alva
Pour les articles homonymes, voir Alva.

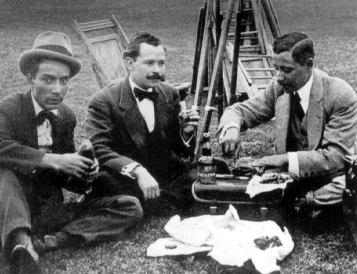
Trois des quatre frères Alva

Les frères Alva (Salvador, Guillermo, Eduardo et Carlos) sont quatre cinéastes mexicains. Réalisateurs, producteurs, monteurs et directeurs de la photographie, ils travaillaient toujours ensemble, ce qui rend difficile de connaître le rôle de chacun pour chaque film.

Considérés comme des pionniers du cinéma mexicain, on leur doit la première comédie mexicaine : El Aniversario del Fallecimiento de la Suegra de Enhart, en 1912, dont ils sont également scénaristes.

## Biographie
Les frères Alva ont commencé leur carrière comme exploitants auprès d'Enrique Rosas en 1905. L'année suivante, ils inaugurent la Academia Metropolitana, une grande salle de cinéma à Mexico, et se lancent dans la réalisation de courts métrages documentaires. En 1912, ils créent El Aniversario del Fallecimiento de la Suegra de Enhart, avec Vicente Enhart et Antonio Alegría, en s'inspirant des comédies du français Max Linder.
Tous leurs films, y compris El Aniversario, forment aujourd'hui un témoignage important de la vie quotidienne au Mexique au début du XXe siècle.

## Filmographie
| - 1906 : Concurso de niños - 1906 : Grupo de niños en el bosque de San Pedro - 1906 : Kermesse del carmen - 1907 : Estatua de colon en la reforma - 1907 : Inauguración del trafico internacional por el Istmo de Tehuantepec - 1907 : Kermesse en la alameda de Santa Maria - 1907 : La Calle de Emperadillo - 1907 : La Nevada del 11 de febrero - 1907 : Plaza de la constitución - 1909 : Combate de flores - 1909 : Entrevista de los Presidentes Díaz-Taft - 1909 : Fiesta de toros - 1909 : Gira política de Madero y Pino Suárez - 1909 : Los Actos civicos en Morelia - 1909 : Niños en la alameda - 1909 : Un Día en Xochimilco - 1909 : Viernes de dolores - 1910 : Corrida de Segura y Gaona en el toreo - 1910 : Corrida de toros organizada por la unión universal de estudiantes - 1910 : Desfile histórico del centenario - 1910 : El Derby mexicano - 1910 : Fiestas del centenario de la independencia I - 1910 : Gaona y Lagartijillo en el toreo - 1910 : La Corrida de Covadonga - 1910 : Llegada del marqués de Polavieja a Veracruz | - 1910 : Maniobras militares - 1910 : Presentación de Rodolfo Gaona en la plaza del toreo - 1911 : Aviadores en el campo de Balbuena - 1911 : Banquete en Chapultepec - 1911 : Campaña electoral de Benito Juarez Maza - 1911 : Carrera de Autos Imparcial-Puebla - 1911 : Entrega de la bandera del 32 batallón - 1911 : Insurreción de México - 1911 : Llegada de la familia del primer martir de la revolución Aquiles Serdan - 1911 : Madero al sur del país - 1911 : Manifestaciones en la capital - 1911 : Novillada de la sociedad de artistas españolas y mexicanas - 1911 : Sismo en México el 7 de junio - 1911 : Solemne entrega del cañon capturado por las fuerzas insurgentes - 1911 : Temblor de 1911 en México - 1911 : Triunfal arribo del jefe de la revolución Don Francisco I. Madero - 1911 : Últimos sucesos de ciudad Juarez - 1911 : Viaje del señor Madero al sur - 1911 : Viaje del Sr. Madero de ciudad Juarez a la ciudad de México - 1912 : El Aniversario del fallecimiento de la suegra de Enhart - 1912 : Revolución orozquista - 1913 : Decena tragica III - 1913 : La Explotación del Maguey - 1914 : Incendio en el palacio de hierro - 1914 : Sangre hermana |